# Maja Köhn
Maja Köhn (* 16. April 1975 in Kiel) ist eine deutsche Zellbiologin und Hochschullehrerin an der Rheinischen Friedrich-Wilhelms-Universität Bonn.

## Leben und Wirken
Köhn studierte ab 1996 Chemie an der Universität Kiel, wo sie 2001 ihr Diplom erwarb. Anschließend war sie wissenschaftliche Mitarbeiterin an der Technische Universität Dortmund in der Arbeitsgruppe von Herbert Waldmann. Unter seiner Betreuung wurde sie 2005 mit der Schrift „Immobilisierungsstrategien zur Herstellung von Peptid- und Wirkstoff-Arrays und deren Anwendung“ zur Dr. rer. nat. promoviert. Von 2005 bis 2007 war Köhn als Postdoktorandin am Lehrstuhl von Gregory L. Verdine an der Harvard University tätig. Im Jahr 2007 kehrte sie nach Deutschland zurück und wurde Gruppenleiterin am Europäischen Laboratorium für Molekularbiologie in Heidelberg. Ab 2016 hatte Köhn den ordentlichen Lehrstuhl als Professorin (W3) für integrative Signalforschung an der Albert-Ludwigs-Universität Freiburg inne. 2016 wurde ihr der Miklós Bodanszky Award der European Peptide Society verliehen. Ab 2018 war sie in Freiburg Prodekanin der Fakultät für Biologie.
Im Dezember 2024 folgte Köhn einen Ruf der Rheinischen Friedrich-Wilhelms-Universität Bonn auf eine Schlegel-Professur und wurde geschäftsführende Direktorin des Instituts für Zellbiologie.

## Forschungsschwerpunkte
Köhns Forschungsschwerpunkte innerhalb der Zellbiologie und der Biochemie liegen insbesondere auf der Erforschung von Phosphatasen, die unter anderem bei der Zellkommunikation eine wichtige Rolle spielen. In einer gestörten Kommunikation begründete Fehlfunktionen können Krankheiten verursachen. Köhn konzentriert sich hierbei insbesondere auf Phosphatasen, die bei der Erkrankung an Darmkrebs oder Herzmuskelschwäche eine Rolle spielen, womit Köhns Forschung zur Prävention und Behandlung derartiger Krankheiten beiträgt.